# Xenomyia setulosa
Xenomyia setulosa är en tvåvingeart som beskrevs av Zielke 1970. Xenomyia setulosa ingår i släktet Xenomyia och familjen husflugor. Inga underarter finns listade i Catalogue of Life.